# Adalhelm de Laon
Adalhelm de Laon (? - entre 885 i 892) fou probablement un comte de Laon de finals del segle ix. Fou conseller del rei Lluís II de França el 877. És citat com a oncle del rei Odó I de França i tingué un fill Gautier o Walthar (m. 892), comte de Laon. Morí entre 885 i 892.